# Thesbia nana
Thesbia nana es una especie de gastrópodo del género Thesbia, perteneciente a la familia Raphitomidae.